# Piana Crixia
Piana Crixia – miejscowość i gmina we Włoszech, w regionie Liguria, w prowincji Savona.
Według danych na rok 2004 gminę zamieszkuje 816 osób, 28,1 os./km².